# Proact Stadium
Proact Stadium – stadion piłkarski w Chesterfield w hrabstwie Derbyshire, którego budowę rozpoczęto w lipcu 2009 roku. Oficjalne otwarcie nastąpiło przed rozpoczęciem sezonu 2010/11; całkowity koszt jego budowy wyniósł 13 mln funtów. Pojemność obiektu to 10 504 miejsc. 
Pierwsze spotkanie ligowe drużyna Chesterfield rozegrała 7 sierpnia 2010 roku; przeciwnikiem był zespół Barnet.
8 lutego 2011 roku na B2net Stadium odbył się mecz reprezentacji do lat 19 pomiędzy Anglią a Niemcami; zwyciężyli goście 1:0.